# Museo di Storia, d'Arte e d'Antichità "Don Florindo Piolo"
Il Museo di Storia, d'Arte e d'Antichità "Don Florindo Piolo" è stato istituito nel 1960 (o, secondo Vittorio Sgarbi, nel 1958) a Serravalle Sesia, in provincia di Vercelli. Il museo si trova in via Giuseppe Torchio 10, nei pressi dell’entrata del castello degli Avondo, e gode di un'ampia collezione di reperti di carattere sacro, storico e culturale relativa al proprio paese.

## Struttura
Il museo, situato al pian terreno del castello del paese, era composto da 3 grandi sale con volte affrescate del periodo Ottocentesco riguardanti le quattro stagioni, erano presenti grandi vetrine con al suo interno più di mille reperti, disposti in ordine d'epoca, a partire dalla preistoria fino ad arrivare ai tempi moderni. Tutt'oggi, nonostante il tempo passato, rimane comunque nella medesima forma e distribuzione.

## Storia
L’allora sacerdote, don Florindo Piolo, fu incaricato dall’arcivescovo di Vercelli di raccogliere quanti più cimeli possibile di provenienza ecclesiastica, in quanto in quel periodo tantissimi oggetti venivano rubati oppure venduti a compratori privati. Lo scopo del parroco era quello di costruire un museo a Serravalle, non solo come deposito di materiali, ma come raccolta di ricordi storici, tra cui reperti d’epoca romana e medievale, oggetti di carattere etnografico, manoscritti, dipinti ed altro ancora. L'inaugurazione ebbe luogo il 7 aprile 1958, il lunedì di Pasqua, anche se l’apertura ufficiale fu il 4 novembre 1960. Don Florindo Piolo lasciò in eredità alla chiesa parrocchiale di Serravalle Sesia, ossia alla curia di Vercelli, il museo e tutti i suoi reperti, ad esclusione delle vetrine che erano di proprietà della Cartiera. 
Dopo la sua morte, monsignor Albino Mensa, allora arcivescovo di Vercelli, mandò un esperto al museo e venti reperti ritenuti interessanti vennero trasferiti presso la Curia arcivescovile in una sala intitolata proprio a don Florindo Piolo. Gli altri reperti rimasero nel museo, che venne comunque utilizzato molto poco e venne chiuso. Dopo alcuni lavori di ristrutturazione, il museo nel 2012 è tornato operativo e aperto al pubblico. Nel 2023 è stata inaugurata una nuova sezione espositiva dedicata al Carnevale di Serravalle.

## Accesso
Il museo non ha degli orari fissi stabiliti, ma è possibile visitarlo contattando il comune di Serravalle Sesia. Il museo è uno dei siti che aderiscono al progetto "Apertura condivisa dei piccoli musei della Valsesia", nato con il patrocinio dell’Unione Montana dei Comuni della Valsesia. È inoltre accessibile durante le Giornate FAI organizzate dall'omonima associazione con la collaborazione degli istituti scolastici della zona. Presso il museo vengono anche organizzati incontri culturali.